# Promozione Lombardia 1971-1972
Nella stagione 1971-1972 la Promozione era il quinto livello del calcio italiano (il massimo livello regionale). Qui vi sono le statistiche relative al campionato in Lombardia.
Il campionato è strutturato in vari gironi all'italiana su base regionale, gestiti dai Comitati Regionali di competenza. Promozioni alla categoria superiore e retrocessioni in quella inferiore non erano sempre omogenee; erano quantificate all'inizio del campionato dal Comitato Regionale secondo le direttive stabilite dalla Lega Nazionale Dilettanti, ma flessibili, in relazione al numero delle società retrocesse dal Campionato Interregionale e perciò, a seconda delle varie situazioni regionali, la fine del campionato poteva avere degli spareggi sia di promozione che di retrocessione.
Alla compilazione dei quadri stagionali il C.R.L. ammise a completamento degli organici la seguente società:
- U.S. CASTELNUOVESE di Castelnuovo Bocca d'Adda (MI) (2.a classificata del girone F di Prima Categoria).

Gli organici furono compilati tenendo conto della seguente squadra retrocessa dalla Serie D:
- A.C. SANYO SANT'ANGELO di Sant'Angelo Lodigiano (MI), 17.o classificato nel girone B della Serie D

e delle seguenti squadre promosse dal campionato di Prima Categoria:
- Girone A: A.S.C. NAVE di Nave (BS),
- Girone B: U.S. FULGOR CANONICA di Canonica d'Adda (BG);
- Girone C: U.S. MORBEGNESE di Morbegno (SO);
- Girone D: U.S. MOZZATESE di Mozzate (CO);
- Girone E: S.C. LAINATESE di Lainate (MI);
- Girone F: U.S. PONTOLLIESE di Ponte dell'Olio (PC);
- Girone G: KOPLON SNIA CALCIO di Cesano Maderno (MI);
- Girone H: A.C. CASTELLANA di Castel San Giovanni (PC).

Regolamento campionato:
- Le squadre (36) furono suddivise in 2 gironi di 18 squadre.
- La vincente di ogni girone è promossa in Serie D senza spareggi.
- Le ultime 3 di ogni girone retrocedono in 1.a Categoria Regionale, considerando che la Promozione deve essere ampliata a 3 gironi di 16 squadre per la stagione 1972-73.

Non sono state disputate le finali per l'assegnazione del titolo lombardo di Promozione.

## Girone A

### Squadre partecipanti
| Club                     | Città                  |
| ------------------------ | ---------------------- |
| A.C. Abbiategrasso       | Abbiategrasso (MI)     |
| A.C. Arcore PEG          | Arcore (MI)            |
| A.C. Atro Biassono       | Biassono (MI)          |
| S.S. Audax Gavirate      | Gavirate (VA)          |
| U.S. Aurora Brollo       | Desio (MI)             |
| G.S. Carlo Mocchetti     | San Vittore Olona (MI) |
| U.S. Casatese            | Casatenovo (CO)        |
| F.C. Ignis               | Varese (VA)            |
| Koplon Snia Calcio       | Cesano Maderno (MI)    |
| S.C. Lainatese           | Lainate (MI)           |
| F.B.C. Lilion Snia       | Varedo (MI)            |
| F.B.C. Luino             | Luino (VA)             |
| U.S. Morbegnese          | Morbegno (SO)          |
| Società Sportiva Mortara | Mortara (PV)           |
| U.S. Mozzatese           | Mozzate (CO)           |
| A.C. Parabiago           | Parabiago (MI)         |
| F.C. Saronno             | Saronno (VA)           |
| A.C. Voghera             | Voghera (PV)           |

### Classifica finale
|  | Pos. | Squadra             | Pt  | G   | V   | N   | P   | GF  | GS  | DR  |
|  | ---- | ------------------- | --- | --- | --- | --- | --- | --- | --- | --- |
|  | 1.   | Ignis               | 46  | 34  | 18  | 10  | 6   | 58  | 31  | +27 |
|  | 2.   | Casatese            | 43  | 34  | 14  | 15  | 5   | 34  | 24  | +10 |
|  | 3.   | Mortara             | 42  | 34  | 15  | 12  | 7   | 37  | 21  | +16 |
|  | 4.   | Voghera             | 41  | 34  | 13  | 15  | 6   | 35  | 21  | +14 |
|  | 5.   | Aurora Brollo Desio | 39  | 34  | 13  | 13  | 8   | 32  | 30  | +2  |
|  | 6.   | Arcore              | 37  | 34  | 13  | 11  | 10  | 37  | 27  | +10 |
|  | 7.   | Saronno             | 36  | 34  | 10  | 16  | 8   | 34  | 24  | +10 |
|  | 8.   | Lilion Snia Varedo  | 35  | 34  | 12  | 11  | 11  | 31  | 26  | +5  |
|  | 8.   | Morbegnese          | 35  | 34  | 11  | 13  | 10  | 41  | 37  | +4  |
|  | 10.  | Audax Gavirate      | 33  | 34  | 10  | 13  | 11  | 41  | 41  | 0   |
|  | 10.  | Atro Biassono       | 33  | 34  | 9   | 15  | 10  | 27  | 36  | -9  |
|  | 12.  | Lainatese           | 32  | 34  | 10  | 12  | 12  | 39  | 43  | -4  |
|  | 13.  | Abbiategrasso       | 31  | 34  | 10  | 11  | 13  | 36  | 41  | -5  |
|  | 13.  | Koplon Snia         | 31  | 34  | 10  | 11  | 13  | 34  | 40  | -6  |
|  | 15.  | Mozzatese           | 30  | 34  | 8   | 14  | 12  | 26  | 37  | -11 |
|  | 16.  | Luino               | 28  | 34  | 9   | 10  | 15  | 26  | 38  | -12 |
|  | 17.  | Parabiago           | 25  | 34  | 4   | 17  | 13  | 19  | 31  | -12 |
|  | 18.  | Carlo Mocchetti     | 15  | 34  | 3   | 9   | 22  | 28  | 67  | -39 |
|  |      |                     | 612 | 612 | 192 | 228 | 192 | 615 | 615 | 0   |

Legenda:
      Promosso in Serie D.
      Retrocesso in Prima Categoria 1972-1973.
Regolamento:
Due punti a vittoria, uno a pareggio, zero a sconfitta.

## Girone B

### Squadre partecipanti
| Club                   | Città                         |
| ---------------------- | ----------------------------- |
| A.C. Castellana        | Castel San Giovanni (PC)      |
| A.C. Castelnuovese     | Castelnuovo Bocca d'Adda (Mi) |
| F.B.C. Chiari          | Chiari (BS)                   |
| U.S. Cisanese          | Cisano Bergamasco (BG)        |
| U.S. Darfo Boario      | Darfo Boario Terme (BS)       |
| S.S. Fulgor Canonica   | Canonica d’Adda (BG)          |
| U.S. Gandinese         | Gandino (BG)                  |
| A.S.C. Leffe           | Leffe (BG)                    |
| S.S. Leoncelli         | Vescovato (Italia) (CR)       |
| A.C. Lumezzane         | Lumezzane (BS)                |
| U.S. Melegnanese Crocc | Melegnano (MI)                |
| A.S.C. Nave            | Nave (Italia) (BS)            |
| U.S. Ponte San Pietro  | Ponte San Pietro (BG)         |
| U.S. Pontolliese       | Ponte dell'Olio (PC)          |
| A.C. Pro Palazzolo     | Palazzolo sull'Oglio (BS)     |
| A.C. Pro Piacenza      | Piacenza (PC)                 |
| A.C. Sanyo Sant'Angelo | Sant'Angelo Lodigiano (MI)    |
| U.S. Stezzanese        | Stezzano (BG)                 |

### Classifica finale
|  | Pos. | Squadra           | Pt  | G   | V   | N   | P   | GF  | GS  | DR  |
|  | ---- | ----------------- | --- | --- | --- | --- | --- | --- | --- | --- |
|  | 1.   | Cisanese          | 50  | 34  | 18  | 14  | 2   | 44  | 15  | +29 |
|  | 2.   | Pontolliese       | 43  | 34  | 14  | 15  | 5   | 47  | 28  | +19 |
|  | 2.   | Nave              | 43  | 34  | 15  | 13  | 6   | 46  | 28  | +18 |
|  | 4.   | Sanyo Sant'Angelo | 40  | 34  | 12  | 16  | 6   | 32  | 18  | +14 |
|  | 5.   | Leffe             | 38  | 34  | 12  | 14  | 8   | 36  | 33  | +3  |
|  | 6.   | Darfo Boario      | 37  | 34  | 14  | 9   | 11  | 42  | 36  | +6  |
|  | 6.   | Leoncelli         | 37  | 34  | 10  | 17  | 7   | 33  | 29  | +4  |
|  | 8.   | Fulgor Canonica   | 36  | 34  | 12  | 12  | 10  | 56  | 47  | +9  |
|  | 8.   | Ponte San Pietro  | 36  | 34  | 12  | 12  | 10  | 42  | 38  | +4  |
|  | 10.  | Castelnuovese     | 35  | 34  | 12  | 11  | 11  | 43  | 38  | +5  |
|  | 11.  | Castellana        | 33  | 34  | 11  | 11  | 12  | 37  | 27  | +10 |
|  | 11.  | Stezzanese        | 33  | 34  | 8   | 17  | 9   | 32  | 33  | -1  |
|  | 13.  | Melegnanese Crocc | 28  | 34  | 6   | 16  | 12  | 25  | 38  | -13 |
|  | 14.  | Chiari            | 27  | 34  | 7   | 13  | 14  | 30  | 45  | -15 |
|  | 15.  | Lumezzane         | 26  | 34  | 7   | 12  | 15  | 24  | 38  | -14 |
|  | 16.  | Pro Piacenza      | 24  | 34  | 5   | 14  | 15  | 24  | 42  | -18 |
|  | 17.  | Pro Palazzolo     | 23  | 34  | 6   | 11  | 17  | 30  | 59  | -29 |
|  | 17.  | Gandinese         | 23  | 34  | 6   | 11  | 17  | 29  | 60  | -31 |
|  |      |                   | 612 | 612 | 187 | 238 | 187 | 652 | 652 | 0   |

Legenda:
      Promosso in Serie D.
      Retrocesso in Prima Categoria 1972-1973.
Regolamento:
Due punti a vittoria, uno a pareggio, zero a sconfitta.